# 宇多川久美子
宇多川 久美子（うだがわ くみこ(本名：宇田川久美子、1959年2月22日 - ）は、日本の薬剤師、栄養学博士（米国AHCN大学）。
一般社団法人国際感食協会代表理事。Happy☆ウォーク®主宰。NPO法人統合医学健康増進会常務理事。千葉県出身。

## 略歴
- １９８２年（昭和５７年）　明治薬科大学薬学部卒業。薬剤師免許取得。薬剤師免許取得
- １９８７年（昭和６２年）～２００２年（平成１４年）　病院・調剤薬局勤務
- ２０００年（平成１２年）　介護支援専門員（ケアマネジャー）資格取得
- ２００２年（平成１４年）　有限会社ユアケー設立（調剤薬局経営）
- ２００４年（平成１６年）　栄養学博士称号授与（米国ＡＨＣＮ大学）
- ２００７年（平成１９年）　デューク更家公認ウォーキングスタイリスト資格取得
- ２０１０年（平成２２年）　一般社団法人国際感食協会理事長就任
- ２０１１年（平成２３年）　Ｈａｐｐｙ☆ウォーク®主宰。ＮＰＯ法人統合医学健康増進会常務理事。

## 人物
医療現場に身を置く中で、薬漬けの医療に疑問を感じ「薬を使わない薬剤師」を目指す。 現在は自らの経験と栄養学・運動生理学の豊富な知識を活かし、感謝して感動して五感で食べる「感食」、 一万歩という「量」ではなく、正しい歩き方で「質」を高め、楽しく歩くハッピーウォークを中心に、薬に 頼らない健康法を多方面に渡り発信している。 今では年間１００回を超える講演と年に２～３冊出版している。

## 受賞歴
平成26年（2014年）11月
東久邇宮文化褒賞受賞

## メディア取材歴
雑誌
- 週刊ポスト
- 週刊現代
- 図書新聞
- AERA
- 週刊新潮
- 週刊女性
- 壮快
- 女性自身
- 日刊ゲンダイ
- ダイアモンドオンライン
- 週刊東洋経済
- 財界

TV
- テレビ神奈川「イイコト！11510〜ハートフルナビゲーション〜」
- テレビ東京「もやもやさまぁ～ず」
- 日本テレビ「サンバリュ100人の名医に聞きました！」
- ニッポン放送「垣花正の今日もハッピー」

ラジオ
- CBCラジオ「北野誠のズバリサタデー」

Web連載中
- 働く堅実女子のお悩み解決サイトSuits-woman.jp
- BusinessJournal　ビジネスパーソンに送るニュース情報サイト ビジネスジャーナル

## 著書
- 『Ｄｒ．ＫＵＭＩＫＡのいただきますダイエット』（北辰堂出版　2011.4）
- 『薬剤師の私が実践する　薬に頼らず健康に暮らす２７の習慣』（カドカワ　2013.9）韓国版・台湾版
- 『薬剤師は薬を飲まない』（廣済堂出版　2013.12）（10万部）韓国版
- 『薬が病気をつくる　薬に頼らずに健康で長生きする方法』（あさ出版　2014.4）（10万部）中国版
- 『薬は恐い! 病院は危ない! 病気はこうしてつくられる!』船瀬俊介氏共著（ヒカルランド　2014.12）
- 『長生きするのに薬はいらない』（青春出版社　2015.1）
- 『日本人はなぜ、「薬」を飲み過ぎるのか？』（ＫＫベストセラーズ　2015.3）
- 『薬を使わない薬剤師の断薬セラピー　薬をやめれば、病気は治る』（ＷＡＶＥ出版　2015.4）
- 『それでも薬剤師は薬を飲まない　食事が変わると、健康になる』（廣済堂出版　2015.6）
- 『薬を使わない薬剤師の「やめる」健康法』（光文社　2015.8）
- 『歩き方で寿命が決まる! ベジタサイズ&HAPPYウォーク』 （キラジェンヌ　2015.11.16）
- 『薬で病気は治らない』（PHP研究所 2016.2.3）
- 『その「1錠」が脳をダメにする 薬剤師が教える 薬の害がわかる本』（ SBクリエイティブ 2016.4.5）
- 『歩き方できまる 長生き父さん、早死に父さん。』（慶友社 2016.9.14）
- 『薬剤師は抗がん剤を使わない』（廣済堂出版 2016.12.23）
- 『薬なしで血圧を下げる!』（扶桑社 2017.12.19）
- 『それでも「コレステロール薬」を飲みますか?』（河出書房新社2018.3.26）
- 『睡眠薬その一錠が病気をつくる』（河出書房新社 2018.12.25）
- 『薬剤師の本音 65歳を過ぎたら飲んではいけない薬』（宝島社 2019.2.27）
- 『薬は減らせる』（青春出版社 2019.8.2）
- 『命のミネラル』（NH＆S 2019.12.26）
- 『血圧を下げるのに降圧剤はいらない』（河出書房新社 2020.1.23）
- 『命のミネラル体験談集』宇多川久美子監修（NH＆S 2020.12.28 ）
- 『薬になるべく頼らず認知症とつきあう方法』 （河出書房新社 2021.1.26）
- 『命のミネラル体験談集2』宇多川久美子監修（NH＆S 2021.4.30）
- 『薬剤師が教える  子どもから大人まで「飲み続けると危険な薬」』（PHP研究所 2021.5.13）
- 『命のミネラル体験談集3』宇多川久美子監修（NH＆S 2021.8.31）
- 『リモートワーク断食』 （河出書房新社 2021.11.23）
- 『命のミネラル体験談集4』宇多川久美子監修（NH＆S 2021.12.24）